# Pavlice (district de Znojmo)
Pour les articles homonymes, voir Pavlice.
Pavlice (en allemand : Paulitz) est une commune du district de Znojmo, dans la région de Moravie-du-Sud, en République tchèque. Sa population s'élevait à 480 habitants en 2020.

## Géographie
Pavlice se trouve à 7 km à l'ouest-sud-ouest de Jevišovice, à 18 km au nord-ouest de Znojmo, à 58 km à l'ouest-sud-ouest de Brno et à 163 km au sud-est de Prague.
La commune est limitée par Grešlové Mýto au nord, par Boskovštejn au nord-est, par Bojanovice au sud-est, par Kravsko, Olbramkostel et Vranovská Ves au sud, et par Ctidružice à l'ouest.

## Histoire
La première mention écrite de la localité date de 1252.